# Leptothorax leviceps
Leptothorax leviceps är en myrart som beskrevs av Carlo Emery 1898. Leptothorax leviceps ingår i släktet smalmyror, och familjen myror. Inga underarter finns listade i Catalogue of Life.